# 银道草
银道草（学名：Pilea forgetii）为荨麻科冷水花属下的一个种。

## 扩展阅读
- 維基物種上的相關：银道草